# Martírio de Policarpo
Martírio de Policarpo é um manuscrito escrito na forma de uma carta que relata o martírio religioso de Policarpo, Bispo de Esmirna (o local da moderna cidade de Izmir, na Turquia) e discípulo do apóstolo João no século II. Forma o mais antigo relato do martírio cristão fora do Novo Testamento. O autor do manuscrito sobre o Martírio de Policarpo é desconhecido, mas foi atribuído a membros do grupo de primeiros teólogos cristãos conhecidos como os Padres da Igreja. A carta, enviada da igreja em Esmirna para outra igreja na Ásia Menor no FIlomélio, é parcialmente escrita do ponto de vista de uma testemunha ocular, contando a prisão do idoso Policarpo, a tentativa dos romanos de executá-lo pelo fogo, e eventos milagrosos subsequentes.
A carta tem influência de ambos os textos de martírio judaico no Antigo Testamento e nos Evangelhos. Além disso, o martírio de Policarpo promove uma ideologia do martírio, delineando a conduta apropriada de um mártir.

## Tradição manuscrita
Edições críticas modernas do Martírio de Policarpo (MartPol) são compiladas de três categorias diferentes de manuscritos: sete manuscritos gregos, a História Eclesiástica de Eusébio de Cesareia do século IV e um único manuscrito em latim. Os manuscritos gregos são todos do século X ao XIII. Dos sete manuscritos, seis fornecem um relato similar do martírio de Policarpo e, portanto, acredita-se que representem uma única família de textos. O sétimo manuscrito, no entanto, conhecido como o Códice de Moscou e datado do século XIII, contém um capítulo final mais elaborado (22,2-3).
Além dos manuscritos gregos, há também os escritos de Eusébio relatados em sua História Eclesiástica, escritos por volta dos anos 324-325. Eusébio resume fortemente o martírio e termina seu relato em 19,1, omitindo as seções conclusivas que relacionam a transmissão do texto, bem como os paralelos da narrativa da paixão.
A versão latina do martírio, datada do século X, existe como uma explicação independente do martírio, mas não oferece nenhuma variação sobre o texto. Há também uma tradução da Igreja Velha eslava que serve como testemunha independente.

## Data
Existe pouca evidência corroboradora para auxiliar na datação do Martírio de Policarpo. Alternativamente, historiadores tentaram atribuir uma data à morte real de Policarpo. Três datas foram propostas para a morte de Policarpo:
- Estimado entre os anos 155 ou 156 (e não mais que 160 d.C) devido aos procônsules conhecidos da Ásia, como o Quadratus e as declarações cronológicas no MartPol 21. (Waddington, Turner, Schwartz, Barnes, Dehandschutter, et al.)[6]
- 167 d.C. devido ao fato Eusébio relacionar a data de Martol para o sétimo ano do reinado de Marco Aurélio. (Telfer, Marrou, Campenhausen, Brind'Amour, et al.)[3][6]
- 177 d.C., como argumentado por Grégoire e Orgels, que a frase “sétimo ano” no relato de Eusébio é mal escrita e significa o “décimo sétimo ano” de Marco Aurélio.[3]

## Historicidade
O "Martírio" de Policarpo, juntamente com outros documentos dos Padres Apostólicos, desempenha um papel central na ligação entre o Novo Testamento e os escritores cristãos emergentes na segunda metade do século II, como Justino Mártir e Irineu. Em sua juventude, diz-se que ele conheceu os apóstolos e em seus últimos anos também Irineu.
Devido ao peso histórico potencialmente vinculante que o texto do martírio carrega em sua historicidade é um ponto de debate na erudição. Um desafio para as datas poderia questionar a autenticidade do documento em si. Parte do ceticismo em relação ao texto MartP centrou-se no número de paralelos com as narrativas de paixão dos Evangelhos, incluindo a predição de Policarpo de sua captura e morte (5.2), o irenarca chamado Herodes (6.2), a prisão de Policarpo "com armas". como se ele fosse um criminoso "(7.1), e Policarpo sendo transportado em um jumento de volta a Esmirna (8.1), ocorrências miraculosas como a "voz do céu " instigando Policarpo a "Seja forte e seja homem! "(9.1) Por outro lado, o fato de uma sobreposição de interpretação não invalida necessariamente a historicidade. Além disso, nenhum desses elementos é completamente implausível; o nome Herodes, por exemplo, é um nome comum para um judeu aristocrático e a associação de cristãos com burros é bem documentada.
Alguns sustentaram que o aspecto mais difícil da narrativa para aceitar como autêntico é o tratamento dado aos procedimentos legais romanos. De fato, o julgamento de Policarpo é representado como ocorrendo diante de um dos principais magistrados do Império em um feriado público, no meio de um estádio esportivo, sem uso do tribunal, nenhuma acusação formal e nenhuma sentença oficial. Embora as provações dos cristãos, e de todos os assuntos, estivessem certamente sujeitas ao método processual do governador de cognitio extra ordinem, alguns acham que isso ainda não explica a falta de uma acusação formal formal e sentença. Essa linha de argumentação contra a historicidade poderia ser ainda mais séria, na medida em que, presumivelmente, o processo de julgamento de capital romano teria sido bem conhecido para a população da época. Alguns propuseram que o Martírio de Policarpo é, de fato, uma composição teológica concebida para apoiar uma compreensão particular do martírio em relação ao Evangelho cristão, entre os elementos citados sendo paralelismo bíblico, apologia percebida por falta de relíquias sobreviventes, aparência da expressão ' Igreja Católica ", o comportamento de Quintus, os epigramas de estilo inventio, e uma clara preocupação com o status dos mártires. Alguns chegaram a sugerir uma data tardia para a composição do texto, talvez na primeira metade do III século.

## Forma literária
O martírio de Policarpo é reconhecido como tendo duas formas literárias. É simultaneamente considerado uma carta e um ato de mártir.
A construção do texto segue um formato de carta. Especificamente, é uma carta enviada pela igreja em Esmirna à igreja em Filomélio, mas destinada a ser distribuída a todas as congregações da região. A carta segue a seguinte estrutura: uma saudação inicial e bênção (1,1-2), seguida pelo corpo de material sobre a história da morte de Policarpo (5,1-18.3) e um fechamento posterior (19,1-20,2). No século II, a autoridade do apóstolo Paulo e suas cartas às congregações já foram estabelecidas. Assim, a forma da letra foi bem reconhecida e usada na literatura cristã primitiva.

### Atos dos Mártires
O martírio de Policarpo é também o mais antigo dos atos de mártir como um gênero na antiga tradição cristã. Este tema do martírio entra na literatura cristã através da literatura dos primeiros mártires judeus encontrada em 2 Macabeus 6-7, no Antigo Testamento, e através do relato da morte de Estêvão em Atos 7 no Novo Testamento. Os motivos da completa entrega da vontade e um comportamento firme em face do sofrimento são comuns nestes atos que se tornariam eventos populares na mentalidade dos cristãos que foram perseguidos.

## Conteúdo e resumo
Gerd Buschmann dá o seguinte esboço do MartPol:
Inscr Inscriptio of the Letter - expandido para "Circular da Diáspora"
1,1-2 Tema da carta - Policarpo como exemplo dos atos dos mártires em consonância com o evangelho.
2-4 O exemplo dos nobres mártires de Cristo
2,1-4 Louvor pelo exemplo dos nobres mártires de Cristo
3,1-2 O único caminho: o exemplo positivo do firme Germânio 
4 O contrário: o exemplo negativo de Frígio - O desejo de martírio.
5,1-18,3 O admirável exemplo do martírio por via do evangelho de Policarpo
5,1-2 Policarpo fugiu do martírio e da previsão de sua morte
6,1-2 Prisão de Policarpo: as causas
7,1-3 Prisão de Policarpo: A captura
8,1-3 Tentação e firmeza de Policarpo no caminho para o martírio.
9,1-11,2 Julgamento de Policarpo
9,1 Policarpo fortalecendo através da maravilhosa voz do céu
9,2-3 Início do julgamento: Questão de identidade, tentação para se retratar, ordem para jurar e firmeza
10,1-2 Meio do Julgamento: Reconhecimento de ser cristão
11,1-2 Fim do julgamento: Ameaças e firmeza
12,1-14,3 Preparação para a execução de Policarpo
12,1-3 Reações ao julgamento e a instigação dos judeus e gentios
13,1-3 Comportamento de Policarpo em face da estaca
14,1-3 A oração de Policarpo na fogueira
15,1-16,2 Execução de Policarpo: Queimando, morrendo e admirando (admiração)
15,1-2 A queima: O fogo na fogueira e seu comportamento miraculoso
16,1-2 Maravilha e admiração na queima
17,1-18,3 Restos de Policarpo
17,1-3 Os restos de Policarpo e as questões da relação entre a veneração dos mártires e de Cristo
18,1-3 Coleta e sepultamento dos ossos de Policarpo para a celebração do aniversário de sua morte
19,1-20,2 Encerramento da Carta
19,1-2 Tema da Carta: O significado de Policarpo como exemplo do comportamento de um mártir de acordo com o evangelho - um resumo
20,1-2 Fechamento - expandido para “circular da diáspora”
21,1-22,3 Apêndices
21 Apêndice 1: Apêndice Cronológico no dia da morte de Policarpo
22,1 Apêndice 2: roteiro de exortação à imitação do exemplo de Policarpo
22,2 Apêndice 3a: História da tradição dos copistas e suas cópias
22,3 Apêndice 3b: Protegendo a tradição da MartPol

## Ideologia do martírio
Além de tentar edificar seu público, o MartPol defende um argumento para uma compreensão particular do martírio, com a morte de Policarpo como seu exemplo mais valorizado. A carta começa com uma oposição de dois exemplos mártires em que um é marcado como bom e o outro como ruim. Estes exemplos podem ser encontrados nas seções 2-4 da carta, onde o nobre Germânio de Esmirna é elogiado por seu exemplo inabalável, bem como o exemplo de Quintus que expressou um desejo de martírio e o procurou. Policarpo serve, assim, como testemunho do discipulado e da imitação do Senhor em seu martírio.
“Abençoados e nobres, portanto, são todos os martírios que ocorreram de acordo com a vontade de Deus. Porque devemos ser reverentes e atribuir a autoridade última a Deus” (2.1).
Paralelos com a narrativa da paixão de Jesus Cristo fornecem validação e valor à morte de Policarpo. Esta imitatio Christi vem a ser central para esta ideologia do martírio. É assim a conclusão desta imitação através da morte, como fez Cristo, que faz do testemunho um mártir.

## Relação com as Escrituras
O autor do martírio exibe um conhecimento significativo das escrituras. Começando com o caso do Antigo Testamento que está enraizado na história dos mártires judeus. Em relação ao Novo Testamento, encontramos mais referências. O mais proeminente dentre eles é a bênção no final da introdução (paralelo a Judas 2), a acusação de pensar sempre em outros em 1,2 (paralelo a Filipenses 2,4), a lembrança das visões místicas dos mártires em 2,3 (paralelo a 1 Coríntios 2,9), a advertência de que os cristãos não devem buscar o martírio em 4,1 (paralelo a Mateus 10,23), o relato da submissão de Policarpo às autoridades em 7,1 (paralelo a Atos 21,14) e finalmente a observação de que as autoridades governantes recebem seu poder de Deus em 10,2 (paralelo a Romanos 13,1 e 1 Pedro 2,13-14). O mais importante, especialmente na estruturação e tratamento geral do martírio, é o seu paralelo aos evangelhos. Esses exemplos são extensos e incluem:
(7.2-3) Policarpo servindo de anfitrião para uma refeição final e agonizando em oração antes de sua prisão (Mateus 26, 36-46)
(8.1) Volte para Esmirna em um jumento (Mateus 21,1-11)
(9.2-10.1) Interrogatório por uma alta autoridade romana (João 18,28)
(6.1-2) Traição por um amigo, uma figura de Judas (Mateus 26,47-49)
(8.2-3) Interrogatório por Herodes (Lucas 23,6-12)
(7.2) Anfitrião em uma refeição final (Mateus 26,17-29)
(12.2-13.1) Judeus incitando a morte de Policarpo (João 19,12-16)
(5.1) Oração pelas igrejas (João 17,1-26)